# Аланно
Аланно (итал. Alanno) — город в Италии, расположен в регионе Абруццо, подчинён административному центру Пескара (провинция).
Население составляет 3 742 человека, плотность населения составляет 117 чел./км². Занимает площадь 32 км². Почтовый индекс — 65020. Телефонный код — 00085.
Покровителем города почитается святой Власий. День города ежегодно празднуется 3 февраля.
С Аланно граничат коммуны Куньоли, Маноппелло, Ночиано, Торре-де-Пассери, Рошано, Турривалиньяни, Пьетранико, Скафа.